# Abderrahmane Sbaï
 (juillet 2012).
Si vous disposez d'ouvrages ou d'articles de référence ou si vous connaissez des sites web de qualité traitant du thème abordé ici, merci de compléter l'article en donnant les références utiles à sa vérifiabilité et en les liant à la section « Notes et références ».
Abderrahmane Sbaï, né en 1940 à Fès et mort le 22 octobre 2010 à Rabat, est un homme politique marocain. Il fut ministre délégué auprès du Premier ministre chargé de l'Administration de la Défense nationale de 1997 à sa mort en 2010.

## Biographie
Après des études primaires et secondaires à El Jadida et à Rabat au lycée Moulay Youssef puis des études supérieures à Paris à l'École nationale des sciences géographiques, il obtient les diplômes d'ingénieur des travaux géographiques de l'État en 1961 et d'ingénieur géographe en 1967.

## Fonctions occupées
De 1963 à 1965, Abderrahman Sbai est le chef du service topographique et du cadastre d'El Jadida. Entre 1967 et 1970, il est responsable de la topographie générale et des études à la Direction de la conservation foncière et des travaux topographiques à Rabat.
En 1971, il devient chef du service central du cadastre ; et de 1972 à 1979 le chef de la division du cadastre.
En 1980, il est le directeur des Affaires administratives au ministère de l'Agriculture et de la réforme agraire, poste qu'il occupera jusqu'en 1983.
Du 3 décembre 1983 au 31 décembre 1986, il est le directeur-conseiller auprès du Premier ministre ; et à compter du 1er janvier 1987, il est le conseiller du Premier ministre.
Le 11 août 1992, il est nommé secrétaire d'État auprès du Premier ministre chargé des Affaires générales dans le gouvernement Lamrani V. Le 11 novembre 1993, il devient ministre délégué auprès du Premier dans le gouvernement Lamrani VI. Il est reconduit au même poste dans les gouvernements Filali I et Filali II.
Le 13 août 1997, il devient ministre délégué auprès du Premier ministre chargé de l'Administration de la Défense Nationale dans le gouvernement Filali III. Il gardera ce poste jusqu'à son décès en 2010, et ce, dans les gouvernements el-Youssoufi I et II, Jettou I et II et El Fassi.

## Décorations
Abderrahman Sbaï a été décoré à trois reprises, par le Ouissam Arrida de classe exceptionnelle du Ouissam al-Arch en 1980, par le grade de Chevalier du Ouissam al-Arch en 1985 et par le grade d'Officier du Ouissam al-Arch en 1990.